# محمد صالح بحر العلوم
محمد صالح بن مهدي بن محسن بحر العلوم الطباطبائي (3 يناير 1909 - 21 نوفمبر 1992)، شاعر وناشط سياسي عراقي ولد في النجف ونشأ فيها. 
توفّي والده ولم يكن قد بلغ الخامسة من عمره، فكفلته والدته بالرعاية والتعليم، وهي شاعرة وأديبة، وأُدخل مدرسة الغري الأهلية، ثم انتقل إلى المدرسة الحيدرية. برزت شاعريته وهو شاب صغير، وكان معارضاً للحكومة العراقية، فجال في شعره وصال، فسُجِن وعُذِّب فحاول الانتحار مرّة. وكان خطيبياً بارعًا واشترك عام 1947 في الوثبة التي قامت في بغداد وظلّ يخطب محمولًا على الأكتاف ثلاثة أيام حتى ذهب صوته. وأُودع السجن أكثر من سنة، وقد قال هو مرّة إن شعره مجموع عند أجهزة الأمن لمن أراد جمعه بعد موته. معظم أشعاره كانت في الوطنية ورفض الظلم والحريّة. طبع له ديوان عام 1937 بعنوان العواطف. 

## سيرته
ولد محمد صالح بن مهدي بن محسن بحر العلوم في مدينة النجف في 11 ذو الحجة 1326/ 3 كانون الثاني 1909. والده هو مهدي بحر العلوم أحد أعلام اللغة العربية وآدابها ووالدته كريمة السيد هادي بحر العلوم، امرأة شاعرة. مات أبوه وهو في السابعة من عمره. فتكلفته أمهُ ورعاه خاله علي بحر العلوم. أكمل دراسته الابتدائية والثانوية في النجف كما درس قواعد اللغة العربية وآدابها وعلومها في النجف على يد أساتذة معروفين. 

في العام 1937 انتقل إلى بغداد واشتغل في معمل للسكاير الأهلية وواصل نشاطه الوطني. وفي نفس العام دخل كلية الحقوق ونجح في السنتين الأولى والثانية بتفوق. لكنه ترك كلية الحقوق بسبب أوضاعه الاقتصادية والمعاشية. وخلال هذه الفترة كتب الكثير من المقالات في الصحف البغدادية عن حقوق المرأة والمطالبة بمساواة المرأة بالرجل. 

في خريف العام 1934 تولى رئاسة تحرير مجلة الصباح وصاحب امتيازها في النجف. أسس فرعاً لجمعية تشجيع المنتجات الوطنية في النجف وانتخب معتمداً لها. وعندما احتلت القوات البريطانية بغداد ثانية وفشلت حركة مايس 1941 سجن وظل معتقلاً ثلاث سنوات. أطلق سراحه في منصف العام 1944 وعاد إلى عمله في معمل السكاير. وفي العام 1945 انتخب رئيساً للهيئة الإدارية لنقابة عمال السكاير في العراق.

ساهم بتأسيس حزب الاتحاد الوطني في نيسان 1946 وبقيً عضواً في لجنته المركزية ورئيساً للجنة الإدارة والتنظيم فيه حتى خريف العام 1947. وفي العام 1947 أعاد إصدار مجلة الصباح كمجلة أدبية نصف شهرية. وفي أوائل العام 1948 شارك في التظاهرات الجماهيرية ضد معاهدة بورتسموث. القيً القبض عليه في 22 كانون الأول 1948 بعد قصائده في التظاهرات دعا فيها إلى إسقاط النظام الملكي. عمل حتى حزيران 1949 . بعد ثورة 14 تموز تمتع بحرية وساهم في تأسيس اتحاد الأدباء العراقيين وأصبح عضواَ في أول هيئة إدارية للاتحاد.

مثل العراق في مؤتمرات الأدباء العالمية العديدة. تقديراً لخدماته منح راتباً تقاعديا شهرياً مقطوعاً 60 دينار بصفته خبير فني في وزارة المعارف .

اعتقل بحر العلوم بعد حركة 8 شباط 1963 وعذب تعذيباً شديداً ونقل إلى سجن نقرة السلمان. أطلق سراحه بعد تسلم عبد الرحمن عارف رئاسة الجمهورية. وبعد ثورة 17 تموز 1968 اعتزل بحر العلوم العمل الأدبي. 

بعد ثورة 17 تموز 1968، أصبح مساهمًا منتظمًا في الجريدة اليوميّة الرسمية الثورة ونَظَم الشعر تمجيدًا للنظام الجديد.

توفي في 21 نوفمبر 1992 في بغداد.

## مهنته الأدبية
أجاد اللغة الفارسية فترجم رباعيات الخيام ولحافظ إبراهيم إلى اللغة الفارسية. نظم القصائد الوطنية وهو في الثانية عشرة من عمره. واستمر في نظم القصائد الوطنية في المناسبات وخلال الأحداث والتظاهرات. وابزر قصائده في العام 1933 قصيدته يا شعب سجل بمناسبة افتتاح فرع للحزب الوطني العراقي في مدينة البصرة. التي كانت سبباً لاعتقاله ووضعه تحت المراقبة لمدة سنة.

نظم بحر العلوم قصائد لفلسطين وحذر من الصهيونية والاستعمار وانتقد مواقف الحكام العرب والجامعة العربية تجاه فلسطين. 

أصدر في عام 1937 ديوانه العواطف وأهداه إلى الفلاح. ترجم في الثلاثينات كتبًا من شعر سعدي الشيرازي وعمر الخيام من الفارسية إلى العربية شعرًا. أصدر في تموز 1959 ديوان إقباس الثورة. اشتهر بقصيدته أين حقي في نهاية الأربعينيات.

## حياته الشخصية
في خريف العام 1933 تزوج من كريمة خاله جعفر محمد بحر العلوم وهي كانت تعيش معه منذ الطفولة في بيت واحد. منذ أوائل التسعينيات أنهكه المرض والوضع الاقتصادي ولم يعد يكفيه الراتب التقاعدي. 

## وصلات خارجية
- في موقع أرشيف المجلات